# Gyps africanus

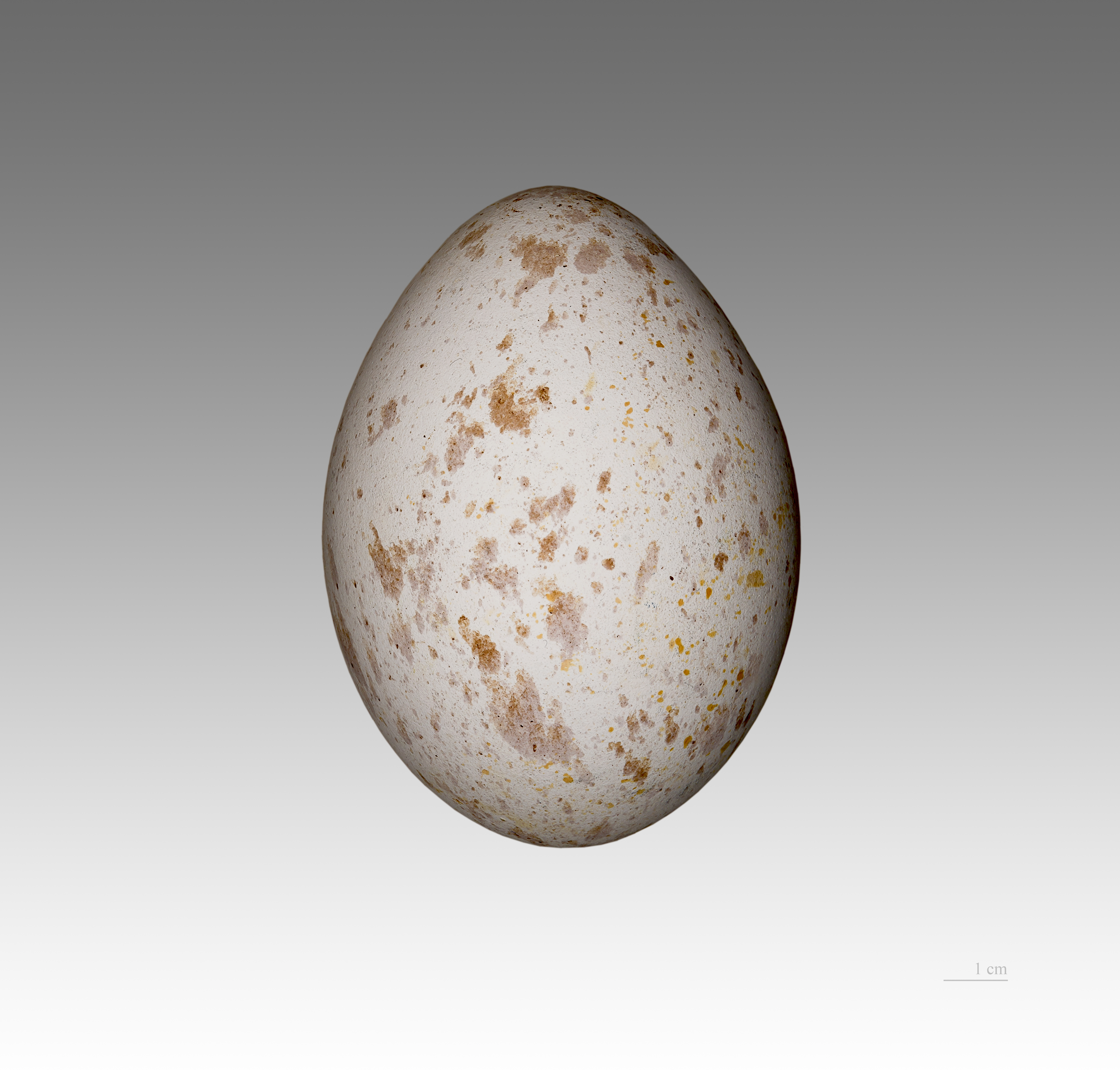
Huevo de Gyps africanus

El buitre dorsiblanco africano (Gyps africanus) es una especie de ave accipitriforme de la familia Accipitridae ampliamente distribuida por las sabanas del África subsahariana. No se reconocen subespecies.

## Descripción
El buitre de lomo blanco es un buitre típico, con únicamente plumón en la cabeza y el cuello, alas muy anchas y plumas de la cola cortas. Tiene gorguera en el cuello de color blanco. El dorso blanquecino del adulto contrasta con el plumaje por lo demás oscuro. Los juveniles son en gran parte oscuros. Este es un buitre de tamaño mediano; su masa corporal es de 4,2 a 7,2 kg , mide de 78 a 98 cm de largo y tiene una envergadura de 1,96 a 2,25 m.

## Distribución y hábitat

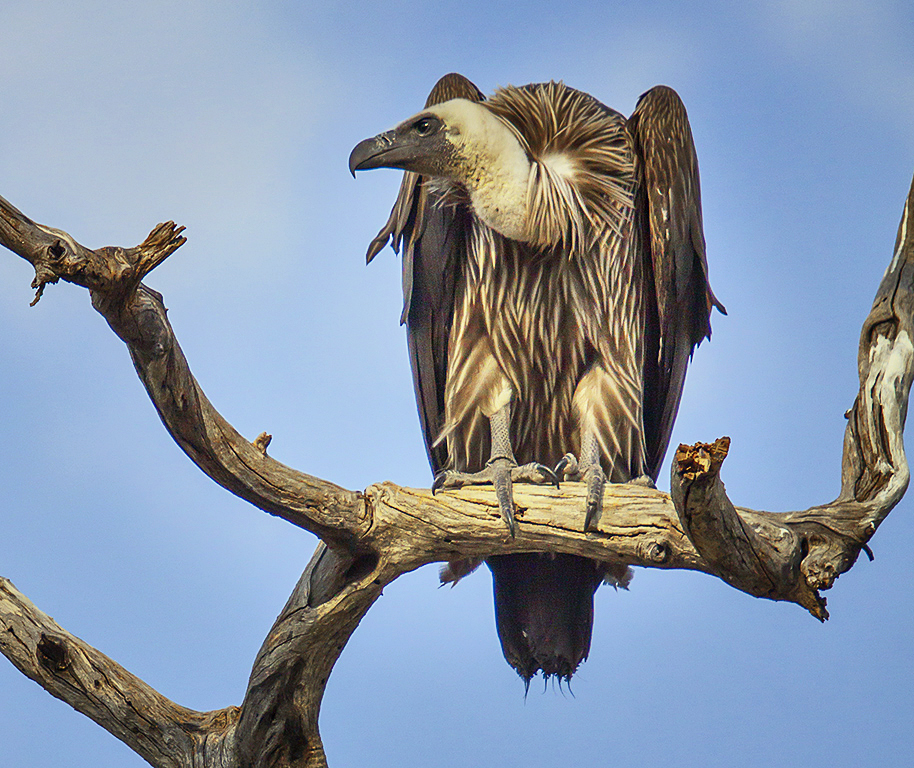
Buitre dorsiblanco africano (Gyps africanus) en el río Chobe, Botswana.

Es el buitre más extendido y común en África, con un área de distribución estimada de 24.300.000 km cuadrados, pero ha experimentado una rápida disminución de su población en los últimos años. Se encuentra en todo tipo de hábitats excepto en las zonas de desierto extremas o en bosque denso.
Se encuentra en toda la región del Sahel hasta Etiopía y Somalia y a través de África oriental hasta Mozambique, Zimbabue, Botsuana, Namibia y Sudáfrica en África Meridional.

## Dieta y conducta

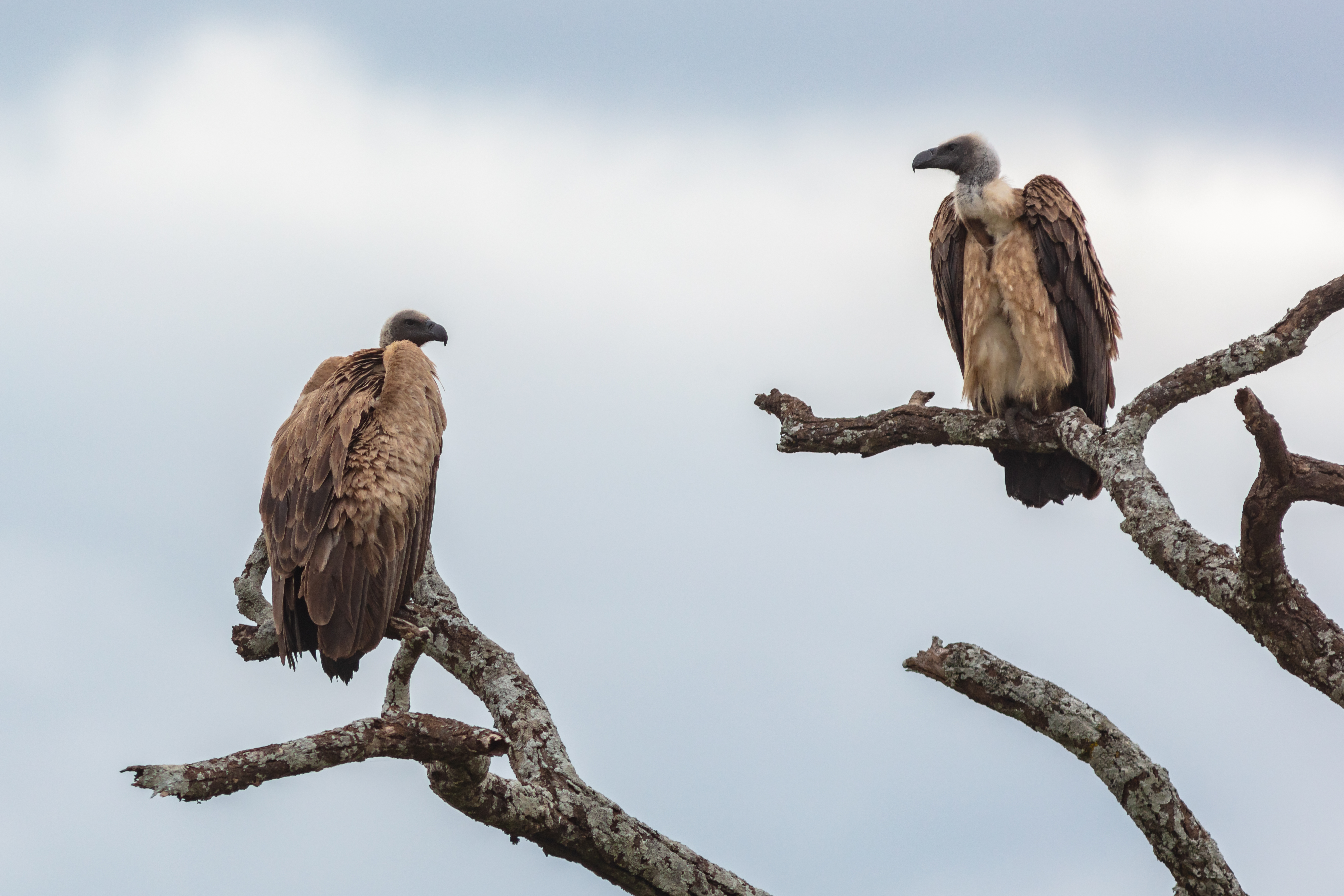
Pareja en el parque nacional Serengueti, Tanzania.

Los buitres de lomo blanco son carroñeros obligados con un alto nivel de especialización en carroña. Su principal fuente de alimento son los cadáveres de animales grandes que pastan y que se encuentran en las sabanas boscosas donde vive. Esto incluye jabalíes, cebras, gacelas, avestruces e incluso ganado. Sus picos son de tamaño mediano y no están adaptados para rasgar la piel dura, por lo que se limitan a comer tejidos blandos, como las vísceras, utilizando una táctica de alimentación de tracción.
Los buitres de lomo blanco surcan el cielo en busca de animales recién muertos, y a menudo siguen a otras aves carroñeras y mamíferos carnívoros para encontrarlos. Se consideran buitres sociales que dependen en gran medida de sus congéneres para proporcionar información sobre la posición de los alimentos y los cadáveres, una vez que se encuentra un cadáver, comenzarán a girar en el cielo, indicando su descubrimiento a otros buitres.
Los buitres de lomo blanco se alimentan en grupos y, a menudo, son una de las primeras especies de buitres en llegar a un cadáver. Esto lleva a que esta especie tenga un alto dominio en los cadáveres en comparación con otras especies de buitres, como el alimoche. Después de alimentarse, los buitres de lomo blanco suelen descansar con las alas extendidas y el lomo mirando al sol.

## Crianza

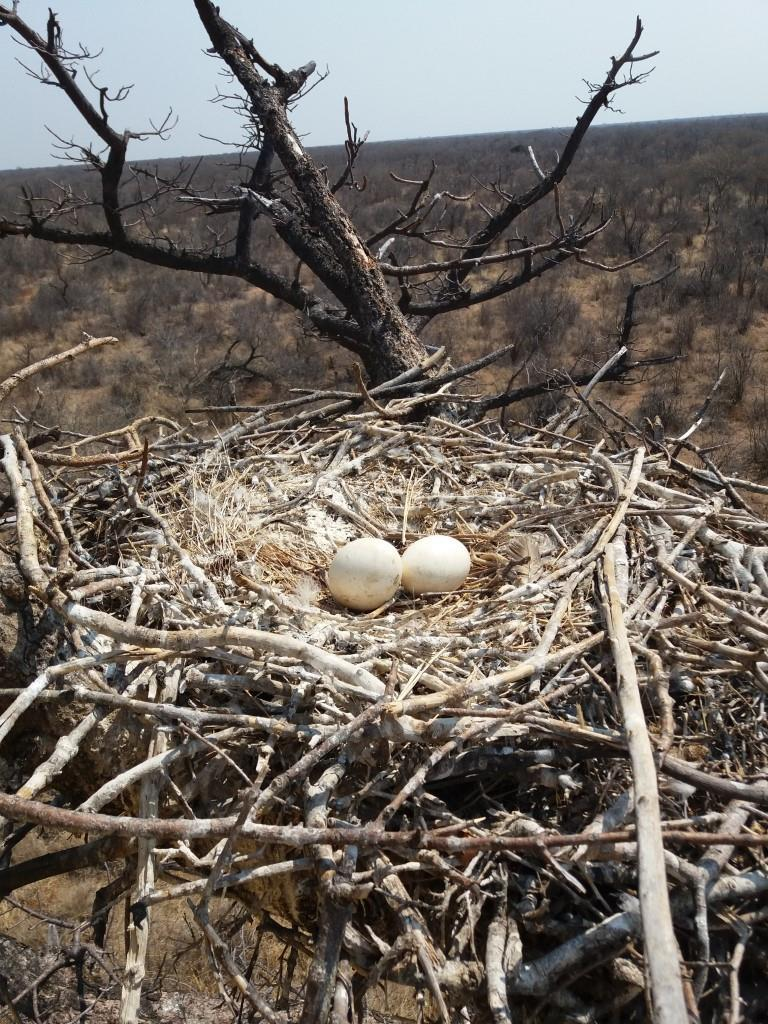
Anidación de Gyps africanus en la reserva natural de Atherstone.

Los buitres de lomo blanco anidan en los árboles, eligen árboles altos a lo largo de hábitats ribereños y muestran una fuerte preferencia por las especies de Acacia . Los nidos son grandes, de alrededor de 1 m de diámetro, y están hechos de grandes palos y revestidos de hojas y hierbas. 
Los buitres de lomo blanco enfrentan amenazas por la degradación de su hábitat y la caza furtiva; como tales, se ha demostrado que evitan áreas perturbadas antropogénicamente al seleccionar sitios para anidar y el estado de protección también es un fuerte determinante de la selección del sitio. Los buitres de lomo blanco tienen un ciclo reproductivo largo. El período de incubación es de unas 8 semanas y el período de cría es de unos 4 a 5 meses.